# Marianela Szymanowski
Marianela Szymanowski Alonso (* 31. Juli 1990 in Buenos Aires) ist eine polnisch-argentinische Fußballspielerin.

## Karriere
Szymanowskis Vater ist in Polen geboren und wanderte in den 1970er Jahren nach Argentinien aus, wo sie 1990 geboren wurde. Im Jahr 2000 kehrte die Familie nach Europa zurück und zog nach Spanien in die Nähe von Madrid.

### Im Verein
Im Alter von elf Jahren begann sie ihre Karriere mit dem kleinen Madrider Vorstadtverein Rayo Ciudad Alcobendas Club de Futbol. Dort spielte sie bis zu ihrem 18. Lebensjahr und wechselte anschließend zur Frauenfußballabteilung von Atlético Madrid. Nach zwei Jahren verließ sie Atlético und ging zum Madrider Vorstadt Verein Rayo Vallecano.

### Nationalmannschaft
Sie steht im erweiterten Kader für die Argentinische Fußballnationalmannschaft der Frauen.

### Privates
Ihr Bruder Alexander ist ebenfalls als Fußballspieler in Dänemark aktiv und spielt für Brøndby IF. Neben ihrer aktiven Karriere studiert Szymanowski seit 2009 an der Universidad Complutense de Madrid Sportmanagement.